# UK Open Qualifiers 2003/04
Die UK Open Qualifiers 2003/04 waren eine Reihe von Qualifikationsturnieren im Dartsport. Sie bestanden aus acht Qualifikationsrunden im Vorfeld der UK Open 2004. Die dortigen Ergebnisse wurden in einer eigenen Rangliste, der UK Open Order of Merit, festgehalten. Die Besten dieser Rangliste nach den acht Turnieren waren automatisch für die UK Open Anfang Juni des Jahres 2004 qualifiziert.
Die UK Open Qualifiers waren ebenfalls Bestandteil der PDC Pro Tour 2003 und 2004.

## Bedeutung der Qualifikationsturniere
Bei jedem der acht Qualifiers erhielten die Spieler ihrem Ergebnis entsprechend Preisgelder, die in die UK Open-Rangliste einflossen. Zum Abschluss der acht Qualifiers ergab sich eine Rangliste aller Spieler, nach der die Teilnehmer und die Setzliste der finalen UK Open bestimmt wurden.

## Preisgeld
Das Preisgeld wurde wie folgt verteilt:
| Runde         | UK Open Qualifiers |
| ------------- | ------------------ |
| Sieg          | £ 4.000            |
| Finale        | £ 2.000            |
| Halbfinale    | £ 1000             |
| Viertelfinale | £ 500              |
| Achtelfinale  | £ 250              |
| Letzte 32     | £ 100              |
| Letzte 64     | £ 50               |
| Total         | £ 15.200           |

## Ergebnisse
| Nr. | Turnier                           | Datum             | Sieger        | Ergebnis | Finalist         |
| --- | --------------------------------- | ----------------- | ------------- | -------- | ---------------- |
| 1   | UK Open Irish Regional Final      | 19. Oktober 2003  | Ronnie Baxter | ? : ?    | Dennis Smith     |
| 2   | UK Open Welsh Regional Final      | 9. November 2003  | Peter Manley  | ? : ?    | Darren Webster   |
| 3   | UK Open Southern Regional Final   | 30. November 2003 | Phil Taylor   | ? : ?    | Peter Manley     |
| 4   | UK Open North East Regional Final | 11. Januar 2004   | Alan Caves    | ? : ?    | Dennis Priestley |
| 5   | UK Open Scottish Regional Final   | 24. Januar 2004   | Steve Maish   | ? : ?    | Steve Parsons    |
| 6   | UK Open South West Regional Final | 15. Februar 2004  | Kevin Painter | 2 : 0    | Roland Scholten  |
| 7   | UK Open North West Regional Final | 21. März 2004     | Mark Robinson | 2 : 0    | Mark Dudbridge   |
| 8   | UK Open Midlands Regional Final   | 4. April 2004     | Wayne Mardle  | ? : ?    | Andy Jenkins     |